# Latronquière
Latronquière är en kommun i departementet Lot i regionen Occitanien i södra Frankrike. Kommunen ligger i kantonen Latronquière som tillhör arrondissementet Figeac. År 2022 hade Latronquière 429 invånare.

## Befolkningsutveckling
Antalet invånare i kommunen Latronquière
| Referens: INSEE |